# Singapur en los Juegos Olímpicos de México 1968
Singapur estuvo representado en los Juegos Olímpicos de México 1968 por cuatro deportistas masculinos que compitieron en tres deportes.
El equipo olímpico singapurense no obtuvo ninguna medalla en estos Juegos.